# ГЕС Тхакба
ГЕС Тхакба (в'єт. Thác Bà) — гідроелектростанція у провінції Єнбай у північному В'єтнамі. Знаходячись після ГЕС Бакха, становить нижній ступінь каскаду на річці Тяй, правій притоці Ло, котра в свою чергу є лівою притокою Хонгхи (біля Хайфону впадає у Тонкінську затоку Південно-Китайського моря).
Спорудження станції почалось у 1964-му році, напередодні великого загострення бойових дій у Індокитаї. Як наслідок, до 1968 року будівельний майданчик періодично ставав об'єктом бомбардувань американської авіації, що сповільнювало ведення робіт. В наступні декілька років перерва у нальотах дозволила активізувати будівництво та ввести в експлуатацію один гідроагрегат у 1971-му і ще два весною 1972-го. Втім, вже за два тижні по тому на станцію здійснили новий наліт, розкидавши малі касетні боєприпаси. Коли за кілька діб їх прибрали, 10 червня відбулось більш потужне бомбардування, котре пошкодило всі три гідроагрегати. Два з них вдалось запустити до серпня того ж року, а от гідроагрегат № 3 відремонтували лише в 1975-му.
У межах проекту річку перекрили кам'яно-накидною греблею із глиняним ядром висотою 48 метрів та довжиною 657 метрів, яка потребувала 1,33 млн м3 матеріалу. Вона утримує витягнуте по долині річки на 60 км велике водосховище з площею поверхні 235 км2 та об'ємом 2,49 млрд м3 (корисний об'єм 2,16 млрд м3), в якому припустиме коливання рівня поверхні у операційному режимі між позначками 46 та 58 метрів НРМ (у випадку повені останній показник збільшується до 61 метра НРМ).
Первісно інтегрований у греблю машинний зал обладнали трьома турбінами типу Каплан потужністю по 36 МВт, а вже у 1978-му їх модернізували до показника 40 МВт. Ці гідроагрегати повинні забезпечувати виробництво 385 млн кВт-год електроенергії на рік.
Видача продукції відбувається по ЛЕП, розрахованій на роботу під напругою 110 кВ.
Можливо відзначити, що виробником турбін для Тхакба виступив Харківський турбінний завод (наразі — «Турбоатом»), який у другій половині 2000-х взяв участь в черговій модернізації гідроагрегатів, внаслідок чого їх одинична потужність зросла до 41 МВт.